# 住友軽金属男子排球団
住友軽金属男子排球団（すみともけいきんぞく だんしはいきゅうだん）は、愛知県名古屋市を本拠地に活動していた、住友軽金属工業（現：UACJ）の男子バレーボールチームである。

## 歴史
1961年10月1日に、名古屋工場で創部。団長に志賀取締役（当時）、栗山重男監督、郡司彰三主将という顔ぶれであった。
1969年の日本リーグ出場決定戦で日本リーグ昇格を決めた。チームのモットーは「仕事とバレーの完全両立」だが、日本リーグと実業団リーグの昇降を繰り返した。1975年5月に行われたサントリーとの日本リーグ入替戦では、勝敗、セット率で並び、得点率0.025%差で涙を飲んでいる。特に中心選手として活躍した濱野光之が引退したのちは、数年間実業団リーグに甘んじた。
1982年に廃部となっている。

## 成績

### 主な成績
日本リーグ
- 優勝 なし
- 準優勝 なし

実業団リーグ
- 優勝 2回（1973年度、1979年度）
- 準優勝 2回（1970年度、1975年度）

全日本都市対抗
- 優勝 1回（1972年）
- 準優勝 なし

国民体育大会一般男子（6人制）
- 優勝 なし
- 準優勝 2回（1971年、1977年）

### 年度別成績
| 大会名       | 大会名           | 順位   | 参加チーム数 | 試合数 | 勝 | 敗 | 勝率  |
| ------------ | ---------------- | ------ | ------------ | ------ | -- | -- | ----- |
| 日本リーグ   | 第3回 (1969/70)  | 5位    | 6チーム      | 10     | 3  | 7  | 0.300 |
| 実業団リーグ | 第2回 (1970/71)  | 準優勝 | 6チーム      | 10     | 8  | 2  | 0.800 |
| 日本リーグ   | 第5回 (1971/72)  | 6位    | 6チーム      | 10     | 0  | 10 | 0.000 |
| 日本リーグ   | 第6回 (1972/73)  | 6位    | 6チーム      | 10     | 1  | 9  | 0.100 |
| 実業団リーグ | 第5回 (1973/74)  | 優勝   | 6チーム      | 10     | 9  | 1  | 0.900 |
| 日本リーグ   | 第8回 (1974/75)  | 5位    | 6チーム      | 10     | 3  | 7  | 0.300 |
| 実業団リーグ | 第7回 (1975/76)  | 準優勝 | 6チーム      | 10     | 7  | 3  | 0.700 |
| 実業団リーグ | 第8回 (1976/77)  | 4位    | 6チーム      | 10     | 4  | 6  | 0.400 |
| 実業団リーグ | 第9回 (1977/78)  | 5位    | 6チーム      | 10     | 3  | 7  | 0.300 |
| 実業団リーグ | 第10回 (1978/79) | 4位    | 6チーム      | 10     | 4  | 6  | 0.400 |
| 実業団リーグ | 第11回 (1979/80) | 3位    | 6チーム      | 10     | 6  | 4  | 0.600 |
| 実業団リーグ | 第12回 (1980/81) | 優勝   | 6チーム      | 10     | 10 | 0  | 1.000 |
| 日本リーグ   | 第15回 (1981/82) | 8位    | 8チーム      | 21     | 1  | 20 | 0.048 |